# Луций Минуций Есквилин Авгурин
Луций Минуций Есквилин Авгурин (на латински: Lucius Minucius Esquilinus Augurinus; † сл. 439 пр.н.е.) e римски политик през 5 век пр.н.е.

## Биография
Той принадлежи към клон Авгурин на патрицианската фамилия Минуции. Син е на Публий Минуций Авгурин (консул 492 пр.н.е.) и брат на Квинт Минуций Есквилин (консул 457 пр.н.е.).
През 458 пр.н.е. Луций става суфектконсул на мястото на починалия Карбетон заедно с Гай Навций Руцил. Тази година той се бие против еквите и е обкръжен с войската си на река Алгидус, при битката на планината Алгид, но е освободен от диктатор Луций Квинкций Цинцинат.
През 450 пр.н.е. той е в комисията на децемвирите. През 440 и 439 пр.н.е. той е префект (praefectus annonae) и отговоря за снабдяването със зърно на Рим. По време на голямата гладна катастрофа през тези две години богатият плебей Спурий Мелий в опитите си за получаване на консулат подарява зърно на народа, за да го спечели на своя страна. Затова Минуций го дава под съд. За заслугите си е награден с издигане на статуя в негова чест.